# بريان فان لو
بريان فان لو (بالهولندية: Brian van Loo)‏ (2 أبريل 1975 بألميلو في هولندا - ) هو لاعب كرة قدم هولندي في مركز حراسة المرمى. لعب مع نادي غرونينغن وهيراكليس ألميلو.

## روابط خارجية
- بريان فان لو على موقع قاعدة بيانات كرة القدم.إي يو (الإنجليزية)